# Muraena retifera
Muraena retifera is een murene die voorkomt in het westen van de Atlantische Oceaan. De soort kan een lengte bereiken van zo'n 60 cm.